# Marcel Schäfer
Marcel Schäfer (Aschaffenburg, 7 juni 1984) is een Duits voormalig betaald voetballer die doorgaans in de verdediging speelde. Hij was actief van 2004 tot en met 2018, waarvan bijna tien seizoenen voor VfL Wolfsburg. Schäfer speelde van 2008 tot en met 2010 acht interlands in het Duits voetbalelftal.
Schäfer debuteerde in het seizoen 2003/04 in het betaald voetbal in het shirt van TSV 1860 München, waar hij doorstroomde vanuit de eigen jeugdopleiding. Vanaf juli 2007 speelde hij ruim 9,5 seizoen voor VfL Wolfsburg. Hij was basisspeler in het elftal van Wolfsburg dat in het seizoen 2008/09 Duits landskampioen werd.
Marcel Schäfer is sinds 1 februari 2023 algemeen directeur van VfL Wolfsburg, terwijl de functie van sportdirecteur is overgenomen door Sebastian Schindzielorz.

## Clubstatistieken
| Seizoen | Club              | Competitie           | Duels | Goals |
| ------- | ----------------- | -------------------- | ----- | ----- |
| 2003/04 | TSV 1860 München  | Bundesliga           | 1     | 0     |
| 2004/05 | TSV 1860 München  | 2. Bundesliga        | 27    | 2     |
| 2005/06 | TSV 1860 München  | 2. Bundesliga        | 32    | 1     |
| 2006/07 | TSV 1860 München  | 2. Bundesliga        | 31    | 0     |
| 2007/08 | VfL Wolfsburg     | Bundesliga           | 29    | 6     |
| 2008/09 | VfL Wolfsburg     | Bundesliga           | 34    | 0     |
| 2009/10 | VfL Wolfsburg     | Bundesliga           | 32    | 0     |
| 2010/11 | VfL Wolfsburg     | Bundesliga           | 34    | 0     |
| 2011/12 | VfL Wolfsburg     | Bundesliga           | 34    | 5     |
| 2012/13 | VfL Wolfsburg     | Bundesliga           | 31    | 0     |
| 2013/14 | VfL Wolfsburg     | Bundesliga           | 21    | 1     |
| 2014/15 | VfL Wolfsburg     | Bundesliga           | 16    | 0     |
| 2015/16 | VfL Wolfsburg     | Bundesliga           | 21    | 1     |
| 2016/17 | VfL Wolfsburg     | Bundesliga           | 4     | 0     |
| 2017    | Tampa Bay Rowdies | United Soccer League | 32    | 7     |
| 2018    | Tampa Bay Rowdies | United Soccer League | 13    | 0     |

## Interlandcarrière
Schäfer debuteerde op 19 november 2008 onder leiding van bondscoach Joachim Löw in het Duits voetbalelftal, in een met 1–2 verloren oefeninterland tegen Engeland. Hij viel die dag in de 77e minuut in voor Marvin Compper. Een half jaar later kreeg hij voor het eerst een basisplaats. Löw stelde hem toen op als linksback in een oefeninterland in en tegen China (1–1). Schäfer speelde tot en met 2010 acht interlands. Zes daarvan waren oefenduels, twee kwalificatiewedstrijden voor het WK 2010.

## Erelijst
| Kampioen Bundesliga | 1x | 2008/09 |
| DFB Pokal           | 1x | 2014/15 |
| DFL-Supercup        | 1x | 2015    |

## Trivia
Schäfers vader Markus speelde van 1985 tot 1989 ook betaald voetbal, voor Viktoria Aschaffenburg in de 2. Bundesliga. Voor hij zich in de B-jeugd aansloot bij TSV 1860 München, speelde Schäfer hier ook voor.